# 米本拓司
米本拓司（1990年12月3日—），日本足球運動員，現效力日職球隊京都不死鳥，前日本國家足球隊成員。

## 俱樂部生涯
米本拓司在2009年加盟FC东京，在2009年日联杯决赛首开纪录的FC东京中场当时以18岁零335天拿到日本联赛杯决赛MVP。
米本拓司将在下赛季继续效力于FC东京并与FC东京续约合意。
本轮FC东京客场1-0击败柏雷素尔的比赛中，FC东京的前日本国脚米本拓司终于完成了自己在FC东京的第200次出场。
FC东京的米本拓司在本轮5比2战胜横滨水手的比赛中迎来了个人第200次日职联赛出场。 
FC东京宣布，球队中场米本拓司转会去到了名古屋鲸鱼。近年来这名中场球员饱受伤病困扰，他的膝盖已经是第3次遭遇严重伤病了。

## 國家隊生涯
米本拓司选手被日本足球协会选出为日本国家队候补球员的告知。 

## 外部連結
- 米本拓司 – FIFA國際賽競賽紀錄 (存檔)
- Japan National Football Team Database （页面存档备份，存于）
- 日本職業足球聯賽中的米本拓司 （日語）
- Profile at FC Tokyo （页面存档备份，存于）
- Soccerway資料庫：米本拓司
- National Football Teams
- Japan National Football Team Database